# Anna Teluren
Annelise „Anna“ Teluren (* 22. Mai 1916 in Wiesbaden; † 22. August 2018 in Neuss) war eine deutsche Schauspielerin und Theaterregisseurin.

## Leben und Wirken
Anna Teluren absolvierte eine private Schauspielausbildung. Hauptsächlich stand sie auf der Theaterbühne, so unter anderem auch in Frankfurt am Main, Hamburg, Düsseldorf und in München.
Im Fernsehen war Teluren u. a. in Serien wie Die Hesselbachs und Lindenstraße zu sehen. Am Frankfurter Fritz Rémond Theater und an der Komödie Düsseldorf war sie auch als Regisseurin tätig. Nach ihrem Engagement in der Lindenstraße als Amélie von der Marwitz, die sie von Oktober 1989 (Folge 203) bis Mai 1997 (Folge 597) spielte, zog sie sich endgültig aus dem Berufsleben zurück.
Anna Teluren starb am 22. August 2018 im Alter von 102 Jahren.

## Filmografie
- 1962–1967: Die Firma Hesselbach (Fernsehserie, 3 Folgen)
- 1965: Sein letztes Testament (Theateraufzeichnung)
- 1965: Damen und Husaren
- 1967: Der Tod läuft hinterher (TV-Miniserie)
- 1968: Eine halbe Stunde
- 1971: Tchao
- 1976: Die Lady von Chikago
- 1981: Alte Liebe
- 1983: Dibbegass Nummer Deckel
- 1986: Ein Stück aus ihrem Leben (Fernsehserie, 1 Folge)
- 1988: Büro, Büro (Fernsehserie, 2 Folgen)
- 1989: Der Fuchs (Fernsehserie, 12 Folgen)
- 1989–1997: Lindenstraße (Fernsehserie)
- 1993: Einer stirbt bestimmt
- 1995: Entführung aus der Lindenstraße